# Handelsmühle

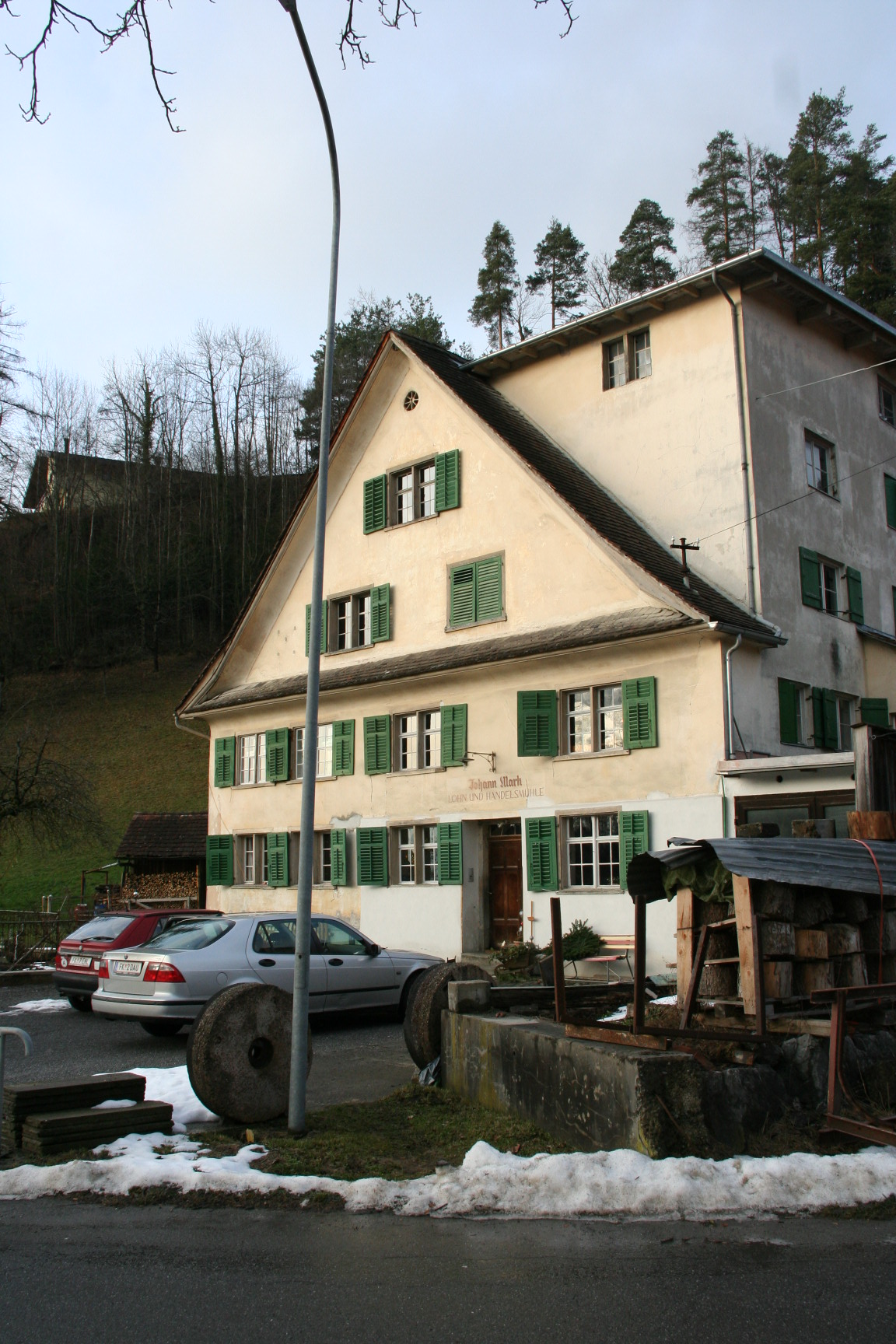
Die heute denkmalgeschützte Johann Mark Lohn- und Handelsmühle in Röthis, Vorarlberg

Eine Handelsmühle ist ein Handelsunternehmen, das mit seinen eigenen Geldmitteln „auf eigene Rechnung“ erst Getreide aufkauft, dann in der betriebseigenen Mühle vermahlt und die gewonnenen Mehlprodukte schließlich verkauft (handelt).

## Geschichte
Die Handelsmühlen unterschieden sich dadurch von den meist kleineren, sogenannten „Kunden-“ oder „Lohnmühlen“, die das im Eigentum ihrer Kunden oder Auftraggeber verbleibende Getreide vermahlen und dafür ein zuvor bestimmtes Entgelt, den sogenannten „Mahllohn“, für die geleistete Arbeit erhielten. Dieser wurde in früheren Zeiten durch einen Anteil an dem angelieferten Korn entgolten, spätestens zu Beginn des 20. Jahrhunderts dann jedoch nahezu ausschließlich mittels Geld bezahlt.
Die Handelsmüllerei löste im 19. Jahrhundert die Lohnmüllerei aus mehreren Gründen flächendeckend bis auf Ausnahmen ab: Die Vorgehensweise des direkten Umtauschs entsprach nicht den Anforderungen der Lieferanten, die nach der Ernte große Mengen an Getreide möglichst schnell verkaufen wollten. Für größere, industrielle Bäckereien wie Kekshersteller war das Verfahren des direkten Umtauschs Getreide/Mehl undenkbar und unwirtschaftlich. Sie benötigten einen ausreichenden Vorrat für die Produktion. Die Märkte in Deutschland öffneten sich nach der Reichsgründung, weil die Zollschranken fielen und damit größere Absatzräume zur Verfügung standen, die wiederum große Produktionskapazitäten erforderten. In der Mühlentechnik wurden kompakte Mahlwerke mit modernen Antrieben entwickelt, die erheblich mehr als nur die säckeweise angelieferten Mengen bewältigen konnten. All dies führte dazu, dass neben den Mühlen Speichergebäude für Getreide und für Mehl entstanden und große Kapitalmengen für Bau und Betrieb benötigt wurden.
Seit dem 20. Jahrhundert fand und findet bis heute eine Konzentrationsprozess statt, in dem Holding-Gesellschaften mehrere Mühlen betreiben, kaufen und verkaufen. Da Mehlprodukte zunehmend auch für andere industrielle Zwecke benötigt werden (siehe Hedwigsburger Okermühle), entwickelt sich die Mühlenindustrie zu einem Lebensmittel-Rohstofflieferanten.

## Bekannte Handelsmühlen
- Kunst- und Handelsmühle Hans Mayer, 1963 aufgegebener Mühlbetrieb in Niederösterreich, zu Wohnzwecken umgewandelt[3]
- Mühle Rüningen in Braunschweig, seit 1312 beurkundet, ab 1895 eine Mustermühle der Luther-Werke, heutige Tagesleistung 1200 Tonnen.